# Осорио де Москосо-и-Карвахаль, Хосе Мария
Хосе Мария Осорио де Москосо-и-Карвахаль (исп. José María Osorio de Moscoso y Carvajal; 12 апреля 1828, Мадрид — 4 ноября 1881, Кабра) — 16-й герцог де Сесса, испанский придворный и государственный деятель.

## Биография
Родился в Мадриде 12 апреля 1828 года. Сын Висенте Пио Осорио де Москосо-и-Понсе де Леона (1801—1864), 15-го герцога де Сесса, и Марии Луисы де Карвахаль Варгас-и-Керальт (1804—1843).
Наследник одного из самых значительных и влиятельных домов Испании, родился во дворце Альтамира (исп.).
Унаследовал многочисленные титулы и огромное состояние, а также достоинство пожизненного каноника Кафедрального собора Леона и девять титулов грандов Испании, принадлежавших домам Осорио, Москосо и Гусман. Имел титулы 16-го герцога де Сесса, 18-го герцога де Македа, 6-го герцога де Монтемар, 18-го маркиза де Асторга, маркиза де Эльче, де Айямонте, 8-го маркиза де Мората де ла Вега, 11-го маркиза де Агилар, 11-го маркиза де Вилья-де-Сан-Роман, 15-го графа де Альтамира, 20-го графа де Кабра, 19-го графа де Трастамара и сеньора де Вильялобос.
В 1845 году стал кавалером Большого креста ордена Карлоса III, был дворянином Палаты королевы Изабеллы II и пожизненным сенатором королевства. Связи его семьи с регентшей Марией Кристиной способствовали заключению в 1847 году брака с инфантой Луисой Тересой де Бурбон, сестрой короля-консорта Франсиско де Асиса с согласия и в присутствии королевы, которая в том же году пожаловала его в рыцари ордена Золотого руна. Герцог и инфанта были влиятельны во время правления Изабеллы II, которой оказывали значительную поддержку во время её изгнания после революции 1868 года. Эта финансовая помощь, вместе с последствиями разделения сеньорий, привела к упадку некогда огромного состояния Осорио де Москосо уже при жизни Хосе Марии, который был вынужден продать свой дворец Альтамира в Мадриде, дворец Вилламанрике (исп.) в провинции Севилья, а также много иной недвижимости, чтобы покрыть расходы на содержание своего дома. Умер в своём дворце в городе Кабра, и погребен в том же городе.

## Семья
Жена (10.02.1847): инфанта Луиса Тереса Мария Дель Кармен Франсиска де Бурбон (11.06.1824—27.12.1900), дочь Франсиско де Паула де Бурбона, герцога Кадисского, и Луизы Карлоты Бурбон-Сицилийской. у супругов было трое детей:
- Франсиско де Асис Осорио де Москосо-и-Бурбон (16.12.1847—18.01.1924), герцог де Сесса. Жена (1.12.1873): Мария Дель Пилар Хордан де Урриес-и-Руис де Аранья (21.06.1852—4.08.1924), дочь Хуана Непомусено Хордана де Урриес-и-Сальседо и Хуаны Руис де Аранья-и-Сааведра
- Луис Мария Осорио де Москосо-и-Бурбон (исп., 11.02.1849—19.04.1924), маркиз де Айямонте, граф де Кабра. Жена (19.11.1883): Матильда Доротея Вонен (до 1860—1915), дочь Андре Вонена и Жанны ван дер Сандер
- Мария Кристина Изабелла Фернанда Осорио де Москосо-и-Бурбон (26.06.1850—27.03.1904), герцогиня де Атриско. Муж (11.03.1865): герцог Эжен де Бофремон (1843—1917)